# Valle di Alaj
La valle di Alaj (in kirghiso Алай өрөөнү?, Alay öröönü; in russo Алайская долина?, Alajskaja dolina) è un'ampia e asciutta valle nel sud della regione di Oš, in Kirghizistan; è divisa amministrativamente tra i distretti di Alaj e Čong-Alaj.

## Morfologia
La valle si estende per circa 150 km in direzione est-ovest con un'altitudine compresa tra i 2240 ed i 3536 metri e un'ampiezza di 8/25 km; è compresa tra le montagne Alaj a nord e la catena del Trans-Alaj a sud, al confine con il Tagikistan, dove si trova altresì il picco Ibn Sina.

Il fiume Kyzyl-Suu (fiume rosso in kirghiso) drena la valle, scorrendo verso ovest fino a una gola nei pressi del passo Karamyk dove entra in Tagikistan.
(Mario Biondi, Strada bianca per i Monti del Cielo. Vagabondo sulla Via della Seta)

## Infrastrutture
La valle di Alaj è attraversata orizzontalmente dall'autostrada A371 che interseca a Sary Taš l'M41 (autostrada del Pamir) che a sud porta al passo Kyzylart e successivamente a Murghab in Tagikistan, mentre a nord porta a Osh attraverso il passo Taldyk; sono presenti altri due passi: quello di Irkeštam (che conduce in Cina), e un altro all'estremità occidentale della valle, il passo Karamyk, chiuso agli stranieri.
Le condizioni di vita in questa zona sono durissime: d'inverno il clima è molto rigido, non ci sono posti di lavoro e le condizioni atmosferiche non permettono l'agricoltura; per questo la maggior parte dei maschi adulti sono emigrati.

## Principali insediamenti
- Daroot-Korgon
- Sary Taš
- Irkeštam